# Bösendorfer
La Bösendorfer (L. Bösendorfer Klavierfabrik GmbH) è una fabbrica di pianoforti austriaca, dal 2008 consociata al gruppo Yamaha da cui è interamente controllata.  I pianoforti Bösendorfer sono famosi per il loro suono cupo, corposo, bilanciato e per la maniacale cura impiegata nella loro costruzione. Inoltre, l'azienda è nota per la produzione di strumenti con 97 e 92 tasti, oltre ai modelli con l'estensione standard di 88 tasti.

## Storia
La Bösendorfer, una delle più antiche fabbriche di pianoforti ancora in attività, fu fondata da Ignaz Bösendorfer nel 1828. Fin dai primi anni si mise in luce con la produzione di strumenti musicali di alta qualità; nel 1830 per questo motivo ottenne il ruolo di costruttore ufficiale di pianoforti dell'Imperatore d’Austria. Il figlio di Ignaz, Ludwig Bösendorfer (15 aprile 1835 – 9 maggio 1919) sostituì il padre alla guida dell'azienda nel 1859 e un anno dopo stabilì la sede della fabbrica in nuovi edifici. Tra il 1872 e la sua chiusura, nel 1913, la Bösendorfer-Saal (Auditorium Bösendorfer) fu una delle sale da concerto più frequentate di Vienna. Nel 1909 la fabbrica fu acquistata da Carl Hutterstrasser, succeduto alla sua morte, avvenuta nel 1931, dai figli Alexander e Wolfgang. Nel 1966 la Bösendorfer fu acquistata dalla Jasper Corporation (in seguito rinominata Kimball International) e ritornò in mani austriache solo nel 2002, quando fu acquistata dal Gruppo BAWAG PSK.  La BAWAG a sua volta acconsentì alla vendita della fabbrica alla Yamaha il 20 dicembre 2007 e le due compagnie si sono unite ufficialmente nel 2008.

## Caratteristiche

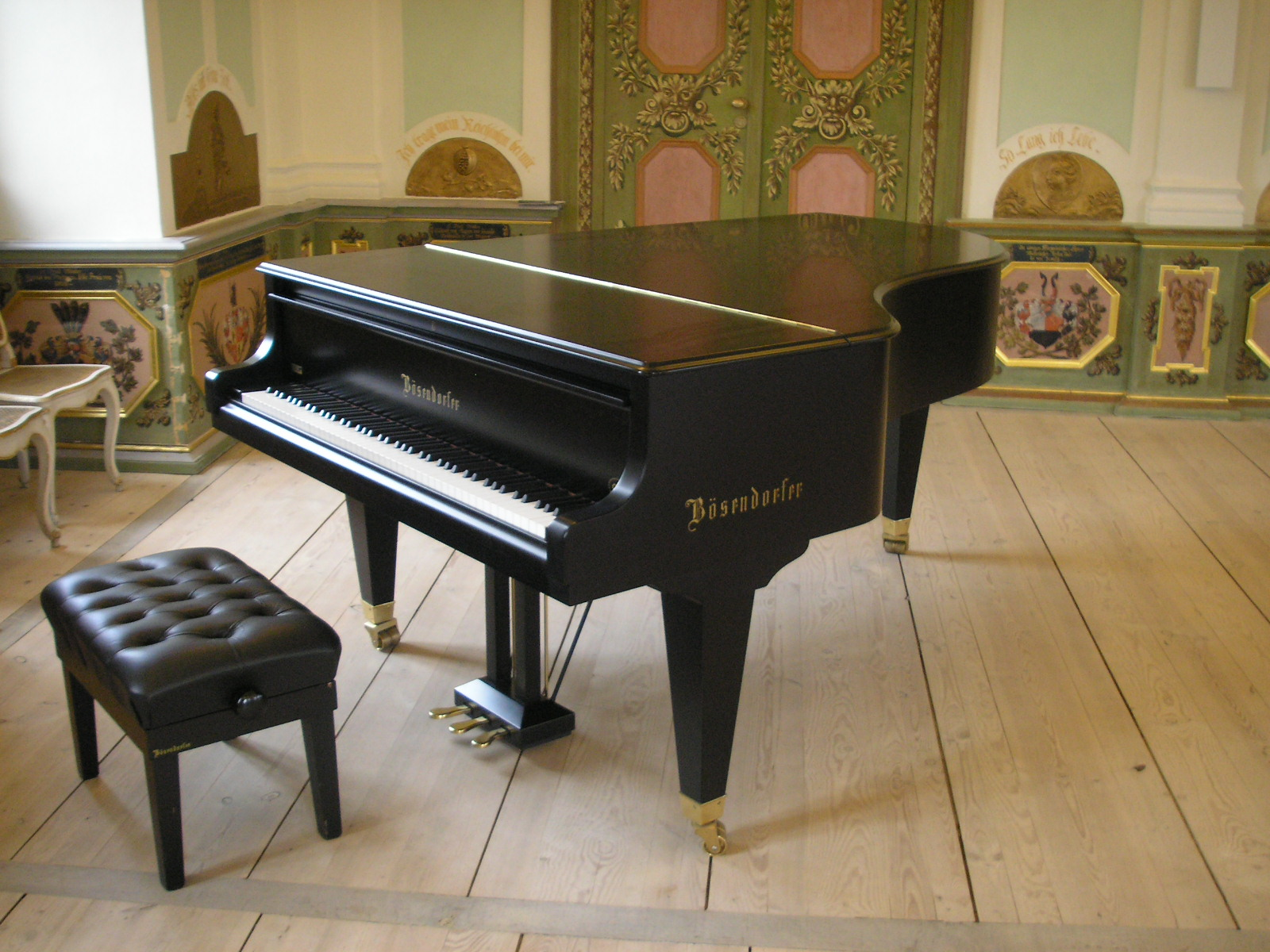
Un pianoforte Bösendorfer

La Bösendorfer fu la prima azienda a costruire pianoforti con estensione maggiore dei canonici 88 tasti, inizialmente con il modello Imperial (Model 290), da 97 tasti, e successivamente con il Model 225, da 92. Le note aggiuntive, tutte nella parte bassa della tastiera, erano originariamente nascoste da un pannello mobile, per evitare pressioni accidentali dei tasti durante l'esecuzione; i modelli più recenti sono privi di questa caratteristica e hanno semplicemente adottato per i tasti supplementari una coloratura nera, invece del classico bianco.
Il suono dei pianoforti Bösendorfer è solitamente descritto come più cupo o ricco di armonici rispetto a quello dei concorrenti Steinway & Sons o Yamaha, ritenuti pianoforti dal suono più puro ma meno corposo. Sul modello Imperial, queste caratteristiche qualità tonali derivano in parte dall'inclusione di 9 note basse aggiuntive, inizialmente implementate per permettere l'esecuzione di alcune trascrizioni di Busoni dei lavori per organo di Johann Sebastian Bach, che richiedevano canne da 32' (solitamente suonate con la pedaliera dell'organo).  Siccome pochissima musica richiede l'uso diretto delle corde in più, queste contribuiscono al timbro del pianoforte indirettamente: quando le altre corde vengono messe in vibrazione, anche quelle dei bassi suonano per risonanza. Inoltre i bassi dei Bösendorfer hanno un suono molto potente, aggiungendo volume all'emissione del pianoforte.
L'ultimo nato dei prodotti Bösendorfer è CEUS – un pianoforte a coda controllato da computer. L'apparecchiatura necessaria può essere installata sulla maggior parte dei pianoforti Bösendorfer, permettendo la registrazione in tempo reale dei pezzi eseguiti.

## Modelli
La Bösendorfer costruisce sette modelli di pianoforte a coda (da 155 a 290 cm) e due pianoforti verticali, da 120 e 130 cm. Il modello Imperial da 290 cm è uno dei più grandi pianoforti esistenti.
Il fasciame di un Bösendorfer è differente da quello degli altri pianoforti. Al posto di legname curvato attorno a una sagoma, esso è costituito da sezioni solide di abete rosso incollate assieme. L'abete rosso ha una trasmissione del suono migliore della sua riflessione. Questo forse è il motivo per cui i Bösendorfer tendono ad avere degli acuti delicati e dei bassi che evidenziano più la fondamentale rispetto agli armonici. Altre due caratteristiche dei Bösendorfer,  utilizzate solo da pochi altri costruttori di pianoforti sono: la barra capotasto rimovibile solo negli acuti, che semplifica la ricostruzione dello strumento. Poi la presenza di corde montate singolarmente e non a coppie, il che migliora la stabilità dell'accordatura e riduce i danni in caso di rottura di una corda.

### Modelli standard
Il numero che designa i diversi modelli Bösendorfer corrisponde alla loro rispettiva lunghezza in centimetri. Ad esempio, il Model 170 è lungo 170 centimetri. La seguente tabella descrive i modelli attualmente in produzione:
| modello | lunghezza            | n° tasti |
| ------- | -------------------- | -------- |
| 170     | 170 cm               | 88       |
| 185     | 185 cm               | 88       |
| 200     | 200 cm               | 88       |
| 214     | 214 cm               | 88       |
| 225     | 225 cm               | 92       |
| 280     | 278 cm               | 88       |
| 290     | 290 cm               | 97       |
| 130CL   | Pianoforte verticale | 88       |

### Serie Conservatorio
Per poter raggiungere un mercato più ampio, la Bösendorfer progettò la Serie Conservatorio per permettere l'acquisto di un pianoforte anche a università e istituti che non potevano permettersi un modello standard. La produzione dei due pianoforti Serie Conservatorio richiede minor tempo nelle aree non critiche, abbassando i costi di produzione e acquisto, rendendoli più economici rispetto ai modelli standard.

### Edizioni speciale e limitata
La Bösendorfer ha prodotto alcuni pianoforti progettati appositamente e designati con il nome di famosi compositori, come Franz Schubert e Fryderyk Chopin, e anche pianoforti atti a celebrare alcune occasioni speciali, ad esempio il 170º e 180º anniversario dalla fondazione della ditta.
Un limitato numero di modelli 290SE, in occasione del passaggio di proprietà alla Kimball, fu munito di un'apparecchiatura volta a registrare l'esecuzione di un brano su nastro magnetico, in modo da riprodurlo attraverso gli attuatori elettromeccanici. Più tardi il modello 290SE fu munito di un'interfaccia in grado di collegarlo a un PC funzionante con Windows 3.1 per la registrazione, l'editing e il playback. Il sistema installato sul 290SE fu il primo in commercio interfacciato a un computer che potesse riprodurre sia le note che l'intensità di un'esecuzione, ma il sistema non fu brevettato, e le altre compagnie presto introdussero tecnologie analoghe brevettate. Il termine 'SE' indica Stahnke Engineering, in riferimento a Wayne Stahnke, inventore del meccanismo.

### Modelli Design
La Bösendorfer costruisce ogni anno un limitato numero di modelli artigianali, disponibili solo su ordinazione nell'anno in cui sono sviluppati. Ad esempio, il modello Swarovski Crystal Grand era ricoperto con 8.000 tra cristalli e lamine d'oro, ed era disponibile solo nel 2003, in occasione del 175º anniversario della fabbrica.
Tre architetti che hanno disegnato pianoforti per la Bösendorfer sono Theophil Hansen (1866), Josef Hoffman (1909) e Hans Hollein (1990). Nel 1990 furono costruiti solo 2 modelli Hans Hollein 225, uno dei quali si trova nell'atrio del Westin Grand Bohemian Hotel a Orlando, Florida.

## Famosi pianisti utilizzatori di strumenti Bösendorfer
Tra i primi pianisti a essere associati alla Bösendorfer vi è Franz Liszt, che disse almeno una volta che i Bösendorfer e i Bechstein erano gli unici pianoforti in grado di sostenere la sua tecnica incredibilmente potente. Nelle sue memorie, Arthur Rubinstein racconta di aver insistito a suonare su un Bechstein anziché sul solito Bösendorfer in occasione di un concerto in Austria.  Dopo l'esecuzione, il responsabile della Bösendorfer volle incontrare il giovane pianista polacco, che rifiutò di suonare su un pianoforte che era tenuto in alta considerazione nell'ambiente musicale russo. Da allora Rubinstein disse di aver sempre cercato di suonare su dei Bösendorfer quando si trovava in Austria. Altri famosi pianisti che hanno suonato spesso sui Bösendorfer sono: il russo Sviatoslav Richter, gli americani Cecil Taylor, Charlemagne Palestine e Tori Amos; il tedesco Wolfgang Rübsam, Wilhelm Backhaus, gli austriaci Friedrich Gulda, Walter Klien, Paul Badura-Skoda e Jörg Demus, l'irlandese John O'Conor, l'ucraina Valentina Lisitsa e gli italiani Bruno Canino, Gianluca Luisi, Costantino Catena, Alberto Occhipinti, Carlo Grante, Alberto Nones. Oscar Peterson - tra i massimi pianisti Jazz, noto per il suo virtuosismo - prediligeva il Bosendorfer Imperial Grand 290, che ha selezionato personalmente, utilizzando in particolare la sua potenza sui toni gravi.

## Curiosità
- Il 10 aprile 2007 un Bösendorfer modello Imperial di seconda mano, valutato £45.000 (circa 58.000€) ed assicurato per la metà del valore reale, fu danneggiato in seguito a una caduta di 2,5 metri da un camion di spedizioni. Il pianoforte doveva essere utilizzato al "Two Moors Festival" di Devon. La compagnia rimpiazzò il pianoforte con uno valutato £90.000 (circa 116.000€) e pagò anche i costi di spedizione.[14]
- Nel 2006 un Model 214 fu costruito in memoria di Ward Virts per il Dipartimento di Belle Arti del College of Southern Maryland. Ward Virts era un pianista virtuoso del Maryland. Il pianoforte si trova ora in una stanza a umidità e temperatura controllate ed è valutato più di 85.000$ (circa 65.500€).[15]
- Nella serie Violetta di Disney Channel, viene utilizzato un pianoforte Bösendorfer; nella casa della protagonista, Violetta (Martina Stoessel).
- Nel film "Il Ricatto" di Eugenio Mira, il pianista Tom Selznick (Elijah Wood) suona un pianoforte Bösendorfer Imperial 290 a 97 tasti[16].
- È stato usato un modello di tale pianoforte da Manuel Agnelli nella registrazione di alcune tracce del disco Padania degli Afterhours.